# القوات المسلحة الملكية لبروناي
القوات المسلحة الملكية لبروناي هي القوات الرسمية التي تحمي دولة بروناي، وتتألف من القوات البرية الملكية لبروناي والبحرية الملكية لبروناي و القوات الجوية الملكية لبروناي.